# Nghể
Nghể (danh pháp khoa học: Polygonum plebeium) là một loài thực vật có hoa trong họ Rau răm. Loài này được R.Br. miêu tả khoa học đầu tiên năm 1810.